# Gaëtan (chanteur)
Gaëtan, de son vrai nom Gaëtan Cruchet, est un auteur-compositeur-interprète suisse, né le 10 novembre 1974 à Genève.

## Biographie
Gaëtan naît à Genève le 10 novembre 1974. Fils d’un père éditeur et d’une mère enseignante, il commence la musique à 6 ans à l’Institut Jaques-Dalcroze. Parallèlement à cette première approche de la musique, il apprend le piano au Conservatoire de Musique de Genève.
Il obtient ensuite son diplôme de batterie jazz au Conservatoire Populaire de Musique à Genève dans la classe de Raoul Esmerode. Durant cette période, il joue dans des groupes de reprises et de compositions blues-rock dans lesquels il tient le rôle de batteur et suit des cours de chant lyrique.
En juin 2000, il termine un diplôme d’éducation musicale à la Haute École de Musique de Genève sections pédagogie musicale, harmonie et enseignement. Il décroche le prix Bernheim qui récompense le meilleur élève de sa volée en pédagogie musicale.
En 2001 paraît aux éditions l’Oreille son premier livre-disque destiné aux enfants, 37 chansons courtes pour petits et grands.
En 2004, il publie Parler à la lune, son 2e livre-disque jeune public. Ses albums pour les enfants paraissent alors régulièrement : Martin la Chance (2008), Les chocottes (2012),, Zingoingoin (2015), Chope la banane (2018), Le Noël de Gaëtan (2020), Les plus belles chansons de Gaëtan (2021, éditions AUZOU). L’enregistrement de ces albums lui donnent l’occasion de collaborer notamment avec Sanseverino, Yann Lambiel, Roby Seidel, Pierre Cendors, Dominique Fillon, Alain Morisod, Jean-François Berger, Xavier Tribolet, Laurent Vernerey et Christophe Deschamps.
Les livres-disques sont illustrés par l’écrivain et illustrateur Pierre Cendors et sont recommandés par les experts de l'Instruction Publique suisse.
Dès 2004, Gaëtan débute ses tournées qui l’emmènent en Suisse, en France et en Haïti. En 2014, il fête ses 10 ans de scène à l’Opéra de Lausanne. En 2016, ses chansons sont orchestrées pour 130 choristes et musiciens pour le concert Symphoniquement Gaëtan donné au Métropole de Lausanne. Depuis l’été 2018, il présente "Gaëtan, ses comptines de OUF !", un spectacle seul en scène qu’il joue régulièrement à Paris. En 2021, il fête ses 20 ans de carrière.
De mai à décembre 2019, Gaëtan présente sa propre émission de radio qui donne la parole aux enfants sur LFM radio.
Tous les dimanches matin depuis 2021, il présente une émission pour la jeunesse sur RTS1.

## Musique à l'image
Gaëtan compose le générique de la série pour les enfants Les bidules de Jules (2012) réalisée par les réalisateurs Frédéric et Samuel Guillaume (Max & Co.). Cette série, traduite en trois langues, est diffusée à la télévision suisse. Il compose aussi la BO de l'animation L'attaque des Gloutons (2017), qui inclut la chanson Frotte tes quenottes, outil prophylactique utilisé dans les écoles par les enseignants en hygiène bucco-dentaire et celle d’Acide Attaque (2019). En février 2023, Gaëtan compose la musique de l’application FunDent.